# رشاد الصخر
رشاد الصخر (الاسم العلمي: Arabidopsis)، هو جنس من النباتات يتبع الفصيلة الكرنبية. وهو نبات زهري تجريبي ليس ذا أهمية تجارية. يحتوي على عدد كبير من الأنواع أهمها رشاد أذن الفأر (باللاتينية: Arabidopsis thaliana).